# Långhalsen
Långhalsen er en sø i  den sydlige del af  det svenske landskap Södermanland, og har forbindelse med kommunerne Nyköping, Katrineholm og Flen. Søen har et areal på 34 km², og ligger 19 meter over havet. Søen er som navnet antyder lang of smal. på de fleste steder ca. en kilometer bred, og ingen steder mere end tre kilometer bred. Långhalsen afvandes af Nyköpingsån. Største by ved søen er Vrena.
I 1857 blev vandstanden i  Långhalsen (og Yngaren) sænket med ca to meter, med henblik på at indvinde ca. 3.000 tønder (ca 12 km²) dyrkbar mark.
58°56′N 16°43′Ø / 58.933°N 16.717°Ø